# Championnat de Tunisie masculin de volley-ball 1992-1993
Navigation
Saison précédente Saison suivante
Le championnat de Tunisie masculin de volley-ball 1992-1993 est la 38e édition à se tenir depuis 1956. Il est disputé par les douze meilleurs clubs en deux phases : une première phase en deux poules de six clubs chacune en aller et retour et une deuxième de play-off et play-out en aller et retour.
L'Espérance sportive de Tunis, qui n'a remporté aucun titre depuis dix ans, revient au premier plan. Renforcée par le Nigerian Friday Abassy et par Abderrazak Ben Messaoud (Étoile olympique La Goulette Kram), Chokri Bouzidi (Club sportif de Hammam Lif) et Zakaria Chikhaoui (Étoile sportive de Radès), qui constituent un effectif de choix à côté de Tarek Ouni, Haythem Ben Othman, Riadh Abid, Issam Belhaj, Karim Ouenniche, Yassine Sghayri, Walid Touzi et Mehrez Saïdi, l'équipe dirigée par Mounir Gara domine les compétitions du championnat et de la coupe de Tunisie. Le Club africain se contente de la coupe d'Afrique des clubs champions et de la coupe d'Afrique des vainqueurs de coupe.
En bas du tableau, un autre grand club quitte l'élite, Saydia Sports, en compagnie de l'Aigle sportif d'El Haouaria dont c'est la septième relégation. Ils sont remplacés par l'Étoile sportive de Radès (huitième accession) et Fatah Hammam El Ghezaz qui rejoint l'élite pour la première fois.

## Division nationale

### Première phase

#### Poule A
| Rang | Équipe                            | Points | Matchs | Victoires | Défaites | Sets pour | Sets contre |
| 1    | Club africain                     | 20     | 10     | 10        | 0        | 30        | 8           |
| 2    | Étoile sportive du Sahel          | 17     | 10     | 7         | 3        | 24        | 15          |
| 3    | Association sportive des PTT Sfax | 15     | 10     | 5         | 5        | 19        | 18          |
| 4    | Tunis Air Club                    | 15     | 10     | 5         | 5        | 22        | 21          |
| 5    | Saydia Sports                     | 12     | 10     | 2         | 8        | 12        | 26          |
| 6    | Étoile olympique La Goulette Kram | 11     | 10     | 1         | 9        | 10        | 29          |

#### Poule B
| Rang | Équipe                                | Points | Matchs | Victoires | Défaites | Sets pour | Sets contre |
| 1    | Espérance sportive de Tunis           | 20     | 10     | 10        | 0        | 30        | 8           |
| 2    | Club sportif sfaxien                  | 17     | 10     | 7         | 3        | 24        | 10          |
| 3    | Club olympique de Kélibia             | 17     | 10     | 7         | 3        | 24        | 12          |
| 4    | Union sportive des transports de Sfax | 13     | 10     | 3         | 7        | 14        | 24          |
| 5    | Club sportif de Hammam Lif            | 12     | 10     | 2         | 8        | 12        | 27          |
| 6    | Aigle sportif d'El Haouaria           | 10     | 10     | 0         | 10       | 6         | 29          |

### Play-off
| Rang | Équipe                            | Points | Matchs | Victoires | Défaites | Sets pour | Sets contre |
| 1    | Espérance sportive de Tunis       | 20     | 10     | 10        | 0        | 30        | 7           |
| 2    | Club africain                     | 16     | 10     | 7         | 3(1F)    | 25        | 15          |
| 3    | Club olympique de Kélibia         | 16     | 10     | 6         | 4        | 23        | 21          |
| 4    | Club sportif sfaxien              | 14     | 10     | 4         | 6        | 20        | 19          |
| 5    | Étoile sportive du Sahel          | 12     | 10     | 2         | 8        | 13        | 27          |
| 6    | Association sportive des PTT Sfax | 11     | 10     | 1         | 9        | 7         | 29          |

### Play-out
| Rang | Équipe                                | Points | Matchs | Victoires | Défaites | Sets pour | Sets contre |
| 1    | Union sportive des transports de Sfax | 18     | 10     | 8         | 2        | 27        | 14          |
| 2    | Tunis Air Club                        | 18     | 10     | 8         | 2        | 27        | 16          |
| 3    | Étoile olympique La Goulette Kram     | 16     | 10     | 6         | 4        | 23        | 17          |
| 4    | Club sportif de Hammam Lif            | 15     | 10     | 5         | 5        | 21        | 21          |
| 5    | Saydia Sports                         | 12     | 10     | 2         | 8        | 15        | 26          |
| 6    | Aigle sportif d'El Haouaria           | 11     | 10     | 1         | 9        | 8         | 27          |

## Division 2
Neuf clubs constituent cette division, dont les deux premiers accèdent en division nationale :
- 1er : Étoile sportive de Radès
- 2e : Fatah Hammam El Ghezaz
- 3e : Avenir sportif de La Marsa
- 4e : Union sportive monastirienne
- 5e : Association sportive des PTT
- 6e : Zitouna Sports
- 7e : Union sportive de Carthage
- 8e : Étoile sportive de Ghardimaou
- 9e : Union sportive de Bousalem
- Non engagés : Club sportif de Jendouba et Union sportive de Kélibia